# Ngạch Diệc Đô
Ngạch Diệc Đô (tiếng Mãn: ᡝᡳᡩᡠ, Möllendorff: eidu, giản thể: 额亦都; phồn thể: 額亦都; bính âm: Éyìdōu, 1562 - 1621), Nữu Hỗ Lộc thị, Mãn Châu Tương Hoàng kỳ. Ông là người đứng đầu trong 5 trọng thần khai quốc của Hậu Kim, bốn người còn lại là Hà Hòa Lễ, Phí Anh Đông, An Phí Dương Cổ và Hỗ Nhĩ Hán. 
Trọng thần thời Khang Hi, Khác Hi công Át Tất Long, là con trai của Ngạch Diệc Đô. Con gái Át Tất Long là Hiếu Chiêu Nhân Hoàng hậu, chính là cháu gái Ngạch Diệc Đô. Ngoài ra, ông còn là tổ tiên 8 đời của Hiếu Hòa Duệ Hoàng hậu và tổ tiên 6 đời của Hiếu Mục Thành Hoàng hậu. Căn cứ theo Đỗ Gia ký, Từ An Thái hậu cũng là hậu duệ của ông.

## Thân thế
Ngạch Diệc Đô là người bản địa tại Trường Bạch Sơn, thủy tổ tên Sách Hòa Tế Ba Nhan (索和济巴颜), thân phụ là Đô Lăng A (都陵阿). Tuy nhiên, khi Ngạch Diệc Đô còn nhỏ, cha mẹ đều bị kẻ thù giết chết. Năm 13 tuổi, ông đích thân cầm dao giết chết kẻ thù, sau đó bỏ trốn đến chỗ cô mình, vốn là vợ của Mục Thông A (穆通阿) - Trại chủ của Gia Mộc Hô (嘉木瑚寨; nay là huyện Phủ Thuận, tỉnh Liêu Ninh). Ông lớn lên cùng với biểu huynh Ha Tư Hộ (哈思护). 
Năm Vạn Lịch thứ 8 (1580), Nỗ Nhĩ Cáp Xích đi qua Gia Mộc Hô và trú tại lều của Mục Thông A, ông đã gặp gỡ Ngạch Diệc Đô lần đầu tiên. Cả hai đều tỏ ra như đã thân thiết từ lâu, và Ngạch Diệc Đô do khâm phục Nỗ Nhĩ Cáp Xích, dù bị cô mình ngăn trở, nhưng ông vẫn đi theo làm thuộc hạ Nỗ Nhĩ Cáp Xích. Bấy giờ Nỗ Nhĩ Cáp Xích mới 22 tuổi còn Ngạch Diệc Đô vừa 19 tuổi.

## Sự nghiệp

### Chinh chiến các bộ
Khi ấy, các tộc nhân Nữ Chân khiếp sợ nhà Minh, vài lần phái người ám sát Nỗ Nhĩ Cáp Xích để lấy công lĩnh thưởng, những lần ấy Ngạch Diệc Đô đều thành công bảo vệ, khiến ông trở thành người bạn đáng tin cậy nhất của Nỗ Nhĩ Cáp Xích. Trong những năm chinh chiến dưới trướng Nỗ Nhĩ Cáp Xích, Ngạch Diệc Đô đã giành được nhiều thắng lợi, công chiến các thành Ni Kham Ngoại Lan, Đồ Luân, Sắc Khắc Tế; ông kiêu quả thiện chiến, làm gương binh sĩ, có thể nói thời gian đầu Nỗ Nhĩ Cáp Xích lập nghiệp thì Ngạch Diệc Đô không thể thiếu bóng được. 
Năm Vạn Lịch thứ 15 (1587), Ngạch Diệc Đô vang danh thiên hạ trong trận công thành Ba Nhĩ Đạt (巴尔达). Khi ấy, dù bị mũi tên bắn bị thương, Ngạch Diệc Đô cũng không chùn bước, tiến tới áp sát mà công hạ được thành. Nỗ Nhĩ Cáp Xích do đó phong danh hiệu [Ba đồ lỗ; 巴图鲁] cho ông. Không lâu sau, ông tham gia chiến dịch đánh Tát Khắc Sát (萨克察), xuất quân liền hạ được thành Khắc Ni Mã Lan (克尼玛兰), Chương Gia (章家) và trại Sách Nhĩ Hô (索尔瑚). Người Gia Mộc Hô là Bối Huy Ba Nhan (贝挥巴颜) có hành động phản bội Cáp Đạt, Ngạch Diệc Đô cũng liền anh dũng truy sát cả nhà 5 người.
Năm thứ 21 (1593), Diệp Hách dẫn Ô Lạp, Cáp Đạt, Huy Phát cùng 5 bộ khác liên thủ xâm phạm Kiến Châu Nữ Chân. Khi liên quan tấn công thành Hắc Tế Cách (黑济格), Nỗ Nhĩ Cáp Xích suất quân từ Cổ Lặc Sơn, tự mình dùng hỏa công chống đỡ, lại mệnh Ngạch Diệc Đô suất 100 kỵ binh khiêu chiến. Với sự kiêu dũng, Ngạch Diệc Đô đẩy lui được quân, bắt sống Diệp Hách Bối lặc Bố Trại. Không lâu sau đó, thủ lĩnh của Nạp Ân Lộ là Sưu Ổn Tắc Khắc Thập (搜稳塞克什) tựu quân của 7 trại ở núi Phật Đa Hòa, Ngạch Diệc Đô cùng Cát Cái và An Phí Dương Cổ công phá Phật Đa Hòa, chém chết được Sưu Ổn Tắc Khắc Thập.
Năm thứ 27 (1599), Ngạch Diệc Đô tùy giá Nỗ Nhĩ Cáp Xích bình định Cáp Đạt.
Năm thứ 35 (1607), Ngạch Diệc Đô tùy Bối lặc Ba Nhã Lạt chính phạt các bộ Đông Hải Nữ Chân. Cùng năm ấy, Ngạch Diệc Đô cũng tùy quân tiêu diệt Huy Phát. Liên tục những năm sau, Ngạch Diệc Đô tích cực công phá và chiêu hàng các bộ tộc, quy phụ Kiến Châu Nữ Chân khi này đã có rất nhiều thế lực, tất cả đều có công lao của Ngạch Diệc Đô.

### Công thần Hậu Kim
Năm đầu Thiên Mệnh (1616), Nỗ Nhĩ Cáp Xích xưng Đại hãn, thành lập nhà nước Hậu Kim. Ngạch Diệc Đô đứng đầu Ngũ đại thần, gồm Ngạch Diệc Đô, Phí Anh Đông, An Phí Dương Cổ, Hà Hòa Lễ và Hỗ Nhĩ Hán. Cả 5 đều thuộc hàng ngũ thảo luận chính sự, ông thường được giao chỉ huy đội quân Tương Hoàng kỳ của Hậu Kim.
Năm thứ 2 (1617), Ngạch Diệc Đô và An Phí Dương Cổ tấn công nhà Minh, cướp lấy các trại lũy Mã Căn Đơn, Hoa Báo Xung và Tam Sá Nhi.
Năm thứ 4 (1619), Liêu Đông Kinh lược của nhà Minh là Dương Hạo suất quân phạm vào biên giới Hậu Kim, Ngạch Diệc Đô và Đại Bối lặc Đại Thiện cùng các Bối lặc khác của Tứ đại Bối lặc chống trả, quân Minh đến được Thái Lan cương. Khi ấy, Đại Thiện chủ trương đợi Nỗ Nhĩ Cáp Xích đến, do vậy đóng trại chờ đợi, nhưng Tứ Bối lặc Hoàng Thái Cực khuyên nên tiến công, điều này được Ngạch Diệc Đô đồng tình. Sau đó, quân Hậu Kim tiến đến thành Giới Phiên (nay là Tây Bắc Tân Tân, tỉnh Liêu Ninh), quân Nỗ Nhĩ Cáp Xích dẫn đến hội quân, công phá quân Minh, còn liên tục công phá các bộ tộc theo nhà Minh.
Có công lao như vậy, Ngạch Diệc Đô vẫn rất công bằng với quân sĩ dưới trướng mình, ai có công cũng đề bạt và khen thưởng đúng đắn, không hề tự kiêu ngạo tranh công. Nỗ Nhĩ Cáp Xích xem trọng Ngạch Diệc Đô, mỗi lần chiến công đều ban thưởng, còn đem tộc muội gả cho ông và con trai ông.
Con trai thứ của Ngạch Diệc Đô là Đạt Khải, từ nhỏ anh dũng mưu lược, rất được Nỗ Nhĩ Cáp Xích quý trọng, lại gả Hoàng nữ thứ năm cho, do đó có vô lễ với các hoàng tử khác. Ngạch Diệc Đô cực kỳ lo lắng, sai người trói Đạt Khải mà dùng chăn dìm cho ngạt thở chết, còn nói rõ với các con mình:"Thiên hạ sao có chuyện cha giết con?! Nhưng Đạt Khải coi thường vương pháp, không biết đạo quân thần, dung túng nó tất sẽ hại đến quốc gia và cả nhà!", sau đó Ngạch Diệc Đô liền đến trước Nỗ Nhĩ Cáp Xích thỉnh tội. Nhìn thấy Ngạch Diệc Đô quyết tâm như vậy, Nỗ Nhĩ Cáp Xích thở dài than:"Ngạch Diệc Đô cũng vì nước mà suy nghĩ cặn kẽ, thật sự là không người có thể thay thế hắn!". Vì những công lao ấy, Nỗ Nhĩ Cáp Xích gia phong Ngạch Diệc Đô làm Tả dực Tổng binh, hàm ["Nhất đẳng Đại thần"; 一等大臣], còn cho tới 3 chức Tá lĩnh truyền đời thay nhau quản hạt, phân biệt ở Tương Hoàng kỳ và Chính Bạch kỳ.
Năm thứ 6 (1621), Ngạch Diệc Đô qua đời, thọ 60 tuổi, Nỗ Nhĩ Cáp Xích đích thân dự lễ tang khóc 3 lần.
Năm Thiên Thông nguyên niên (1627), Hoàng Thái Cực truy phong Ngạch Diệc Đô làm Hoằng Nghị công (弘毅公), con trai thứ 16 là Át Tất Long về sau tập tước, tức là giữ tước hiệu truyền đời vĩnh viễn mà không bị giảm, hàm ["Nhất đẳng Công"; 一等公].
Năm Sùng Đức nguyên niên (1636), lại đem linh vị phụng hưởng Thái Miếu.
Năm Thuận Trị thứ 11 (1654), Thanh Thế Tổ sai người dựng bia, ghi công lao của Hoằng Nghị công, còn tự mình sáng tác thơ ca ngợi.

## Gia quyến

### Chính thê
Căn cứ tương quan ghi lại, Ngạch Diệc Đô có 5 người vợ, phân biệt:
1. Nguyên phối, không rõ họ;
2. Kế phối, Quận chúa Ái Tân Giác La thị, con gái Vũ Công Quận vương Lễ Đôn Ba Đồ Lỗ - bá phụ của Nỗ Nhĩ Cáp Xích.
3. Hai chị em Đông Ân thị (佟殷氏);
4. Mục Khố Thạp, Hòa Thạc Công chúa, con gái thứ 4 của Nỗ Nhĩ Cáp Xích.

### Con trai
1. Ban Tịch (班席), mẹ là Nguyên phối phu nhân.
2. Đạt Khải (达启), mẹ là Quận chúa Ái Tân Giác La thị, lấy Hòa Thạc Công chúa - Hoàng nữ thứ 5 của Nỗ Nhĩ Cáp Xích.
3. Xa Nhĩ Cách (车尔格) hay Triệt Nhĩ Cách (彻尔格), mẹ là Quận chúa Ái Tân Giác La thị. Tổ tiên của Từ An Thái hậu và Đích Phúc tấn của Trịnh Thân vương Đoan Hoa. Có con trai là Trần Thái.
4. Hàm Đại (涵岱), mẹ là Đông Ân thị, người em.
5. A Đạt Hải (阿达海), mẹ là Đông Ân thị, người chị. Lấy con gái của Phí Anh Đông.
6. Đạt Long Ái (达隆蔼), mẹ là Giác La thị. Tổ tiên của Hiếu Hòa Duệ Hoàng hậu.
7. Mạo Hải (冒海), mẹ là Quận chúa Ái Tân Giác La thị.
8. Đồ Nhĩ Cách (图尔格), mẹ là Quận chúa Ái Tân Giác La thị. Sau khi Ngạch Diệc Đô chết, cưới mẹ kế Mục Khố Thạp. Tổ tiên của Cung Thuận Hoàng quý phi.
9. Đồ Nhĩ Tịch (图尔席), mẹ là Nguyên phối phu nhân.
10. Ích Nhi Đăng (益而登), mẹ là Quận chúa Ái Tân Giác La thị. Tổ tiên của Tường phi.
11. Ngao Đức (熬德), mẹ là thiếp (không rõ tên họ).
12. Ngạch Sâm (额森), mẹ là Quận chúa Ái Tân Giác La thị.
13. Siêu Cáp Nhi (超哈而), mẹ là Quận chúa Ái Tân Giác La thị. Lấy con gái của Phí Anh Đông.
14. Cách Nhi Đặc (格而特), mẹ là Quận chúa Ái Tân Giác La thị.
15. Sách Hoan (索欢), mẹ là Quận chúa Ái Tân Giác La thị.
16. Át Tất Long (遏必隆), mẹ là Mục Khố Thạp. Cha của Hiếu Chiêu Nhân Hoàng hậu, tổ tiên của Hiếu Mục Thành Hoàng hậu.
17. Tác Tác Hồn Phí Dương Cổ (索索珲费扬古), mẹ là Mục Khố Thạp, chết yểu.

### Con gái
Có 4 người con gái được ghi chép lại, còn 8 người không thể khảo chứng
1. Trưởng nữ, Thanh Thái Tông Nguyên phi.
2. Thứ nữ, lấy Bối tử Ni Kham (尼堪) - con trai Chử Anh.
3. Tam nữ, lấy Nhất đẳng tử Đô thống Ngô Bái (吴拜) của Chính Bạch kỳ.
4. Tứ nữ, Nguyên phối Đích Phúc tấn của Trịnh Hiến Thân vương Tế Nhĩ Cáp Lãng - cháu trai Nỗ Nhĩ Cáp Xích.